# 財政民主主義
財政民主主義（ざいせいみんしゅしゅぎ）とは、国家が財政を動かす際には国民の代表から構成される議会の議決が必要であるとする考え方。日本においては日本国憲法第83条がその根拠とされる。

## 概要
近代市民革命によって国民の代表からなる議会が生まれ、財政民主主義はそれとともに発展した。国や地方公共団体はその存続や活動のために資金を得て、それを使用する。そのために国や地方公共団体がとる財政政策（例えば租税政策や財政投融資など）は強権性を有し、かつ主権者たる国民の生活に大きく影響を与えるので、行われようとしている財政政策を国会及び市民は確認する必要がある。

## 沿革
財政民主主義と関連がある歴史的事項は多々ある。
1215年イギリスで制定された大憲章（マグナ＝カルタ）は新たな課税には高位聖職者と大貴族の会議の承認が必要だとし、王の勝手な課税を防ごうとした。1628年に同国の議会で可決された権利の請願は議会の承認なしに課税しないことを明記しており、その後清教徒革命と名誉革命を経て制定された権利の章典にも同様の記述がある。
また、1765年にイギリスが植民地（北アメリカ）に対し印紙法を出して課税を強化した際には、植民地側で植民地代表を含まないイギリス本国の議会には植民地に課税する資格はないという「代表なくして課税なし」の主張がとなえられた。
さらに1789年にフランスで制定されたフランス人権宣言第14条でも市民は租税に関与する権利をもつとされている。

## 日本国憲法下における財政民主主義
財政については、現日本国憲法第7章（第83条から第91条）に規定されている。
これらの条文から財政民主主義の原則として挙げられるのは、
- 国家が行う財政活動は国会で審議、議決されること（国会議決主義、国会中心主義）[4]
- 国家が課する税は法律によらねばならない（租税法律主義[注釈 2]）[5]
- 財政面における政教分離原則[注釈 3]
- 国家の財政活動を国会や国民が監視すること[6]

であるといえる。
予算の国会議決は、具体的には、財政法で款項目節の予算形式の分類で、款項までを国会の議決を必要とするものとされている。

### 例外
財政民主主義の例外となる制度として、予備費（第87条第一項・第二項）と、参議院の緊急集会（第54条第二項・第三項）による財政議決が挙げられる。
第87条第一項は予見しがたい予算の不足を補うため国会の議決に基づき設けた予備費を内閣の責任において支出することを定めた条文であり、第54条第二項は衆議院解散中に緊急の必要があるときは内閣は参議院の緊急集会を求めることができると定めた条文である。ただし第87条は第二項で事後に国会の承諾を得ることを規定し、第54条も第三項で次の国会開会のあと十日以内に衆議院の同意が得られなければ緊急集会でとられた措置は効力を失うことを定めている。

### 大日本帝国憲法下における財政民主主義との違い
日本国憲法における「財政」は、大日本帝国憲法（明治憲法）における「会計」に相当する。その規定内容においていくつかの違いがあり、前者は財政民主主義をより強く反映しているといえる。
まず、明治憲法は第62条第一項で租税法律主義を定めると同時に、そのあとの第二項でその例外をつくっていた。それに対し日本国憲法は租税法律主義を第84条で定め、その例外は規定していない。
次に、皇室費用について、明治憲法は第66条で増額する場合以外は基本的に皇室費用については議会の協賛を得なくてもよいと定めていたが、日本国憲法は第88条で皇室費用も予算に計上され、毎年国会の議決が必要であることを規定している。
帝国憲法では、第64条で予算に関する帝国議会の協賛について定めた。明治憲法では第70条第一項に議会での議決なしに政府が行うことができるいわゆる財政上の緊急処分の規定が存在（事後の承認は必要）したり、第67条で歳出額の調整における議会の機能が制限されていたりした。対して日本国憲法は前述したとおり財政の国会議決主義を規定している。

### 予算成立の社会的要求とのバランス
例えば、国会に国家予算を作成し国会に提出するのは内閣（予算編成の所管省庁は財務省）であり、また、日本国憲法第60条第二項に「予算について、参議院で衆議院と異なつた議決をした場合に、法律の定めるところにより、両議院の協議会を開いても意見が一致しないとき、又は参議院が、衆議院の可決した予算を受け取つた後、国会休会中の期間を除いて三十日以内に、議決しないときは、衆議院の議決を国会の議決とする。」と規定されているため、予算は通常の法律よりも成立しやすくなっている。

### 財政民主主義に違反した事例

#### （１）骨太方針への1000億円隠しキャップ継続設定事件
骨太方針2015に財務省が埋め込んだ「社会福祉予算以外の一般歳出予算の3年間の増分の上限が1000億円」は、安倍内閣から岸田内閣まで気付かれないままでいた。　すなわち、５ページも離れたページにある下記の２つの文章を組み合わせないと気付かないようにする細工と、骨太方針２０１５を後続の各骨太方針でも継続的に引き継いでいる事も判りにくくして、「社会福祉予算以外の一般歳出予算の3年間の増分の上限（キャップ）が1000億円＝（1.6兆円ー1.5兆円）」とされていることに、内閣のどの大臣も認識できない状態を実現していた。　

### （２）政調会長25兆円了承との首相への嘘報告事件
2022年10月26日に、自民党の政調全体会議において補正予算の規模などを討議していた最中に、財務省（午後2時39分、鈴木俊一財務相、財務省の茶谷栄治事務次官、新川浩嗣主計局長。）が岸田首相を訪問して、岸田首相に対して「経済対策の規模は一般歳出で25.1兆円。与党とも合意がとれている」との嘘の報告をするという偽計を用いて、岸田首相を騙して補正予算規模を縮小しようとした。しかし、2022年10月26日の自民党の政調全体会議の最中に、岸田首相が萩生田政調会長に対して電話をして、「（経済対策について）財務省が与党と一致したと報告しに来たけど、政調会長は知っているの？」と状況を確認した。萩生田政調会長は、「まだ中身を議論しているのに、規模が決まるわけがない。」と岸田首相に返答した。　財務省の行為は、自民党の政調全体会議に出席して審議している国会議員の業務と内閣の業務に対する妨害行為にもなっている。

## デメリット
財政民主主義の仕組みのもとでは、税制や社会保障制度などにおいて有権者が目先の損得を重視した場合、その支持を競う政治家は健全財政を志向しなくなり、将来へつけを回すことが指摘される。